# Sylvain Wiltord
Sylvain Wiltord (* 10. května 1974, Neuilly-sur-Marne) je bývalý francouzský fotbalový útočník.

## Úspěchy
- 2× vítěz FA Cupu (2002, 2003), tým Arsenal
- 1× mistr Francie (1998/99), tým FC Girondins de Bordeaux
- 3× mistr Francie (2004/05, 2005/06, 2006/07), tým Olympique Lyonnais
- 1× vítěz francouzského poháru (2008), tým Olympique Lyonnais
- 1× vítěz Mistrovství Evropy (2000), tým Francie
- 1× vítěz Poháru konfederací (2003), tým Francie
- 1× účast ve finále MS 2006, tým Francie